# 荒くれネバーランド
『荒くれネバーランド』（あらくれネバーランド）は、サンカクヘッドによる日本のギャグ漫画作品。『コミックバーズ』（幻冬舎コミックス）にて、2010年9月号から2012年3月号まで連載。

## あらすじ
漫画家になることを夢見る米俵しゃもじは、編集者の紹介で荒ネバ先生のアシスタントをしていた。変態漫画家・荒ネバの不条理な言動や、担当編集者・光森のダメ出しに耐えながら、しゃもじは今日もアシスタントを続ける。

## 概要
作者のサンカクヘッドにとって『月刊コミックブレイド』（マッグガーデン）で連載していた『ぽんてら』に続く2度目の連載作品である。漫画家を目指す女の子が、仕事先の漫画家の言動に振り回されたり、編集者から理不尽な物言いをされたりする、不条理系ギャグ漫画で、約8ページの短い話を毎号2話ずつ掲載している。

## 登場人物
米俵 しゃもじ（こめだわら しゃもじ）
漫画家志望の女の子。しかし、絵は下手でストーリーも使い古された陳腐なものしか思いつかないため、漫画家デビューの日は遠い。いつもベレー帽をかぶっている。
現役漫画家の荒くれネバーランドのアシスタントの仕事を紹介され、そこで漫画家修行を続ける。アシスタントの収入だけでは暮らしていけないので、母親から仕送りをしてもらっている。
ブラジャーのサイズは「ボム（Bカップ）」。
荒くれネバーランド（あらくれネバーランド）
変態漫画家。通称「荒ネバ」。ファッションセンターし○むらで買ってきたズボンを、上半身に着ている。『コミックバース』というマンガ雑誌で「アザラシ★パラダイス」というギャグ漫画を連載しているが、まったく売れていない。ネームができるまで、ファミレスで、店の迷惑を一切顧みずに何日でも平然と粘る。漫画を描く時は、心身ともにキャラクターになりきってしまう凄い人だが、月産16ページ。
アザラシ★パラダイス
漫画雑誌『コミックバース』で連載中の、荒くれネバーランドの漫画。地球温暖化で苦しむアラスカのアザラシ達が、幸せの国「エデン」を求めて各地に旅立つ。その1人、「ファファ郎」が日本にいる青年と出会い、迫り来る刺客を倒しては倒され…というストーリー。
どや顔探偵・池面太郎
荒ネバの読みきり漫画。主人公が、どや顔をしている。
光森（みつもり）
荒ネバの担当編集者。言う事が辛辣で、怒ると怖い女性。仕事で楽しいことは何も無し。趣味も無し。
ブラジャーのサイズは「クレイモア（Cカップ）」。
東（あずま）
しゃもじの友人。眼鏡をかけ、髪型をツインテールにした女の子。
タケシ
しゃもじと荒ネバが、ファミレスで出会った少年。漫画家になれば金持ちになれると思っていたが、荒ネバの月収を聞かされて現実を知り、家に帰った。漫画は好きじゃない。

## 単行本
- サンカクヘッド 『荒くれネバーランド』 幻冬舎コミックス〈バーズコミックスデラックス〉、全2巻
  1. 2011年2月24日発売 ISBN 978-4-344-82156-9
  2. 2012年7月24日発売 ISBN 978-4-344-82560-4